# شاه‌ماهی پشت‌آبی
شاه‌ماهی پشت‌آبی با نام علمی Alosa aestivalis، گونه‌ای از ماهیان استخوانی متعلق به خانوادهٔ شاه‌ماهیان (Clupeidae) و راستهٔ شاه‌ماهی‌سانان (Clupeiformes) است. این گونه از ماهیان مهاجر بیشتر عمر خود را در آب شور دریا می‌گذراند، اما برای تخم‌ریزی به آب شیرین رودخانه‌ها بازمی‌گردد.
هرچند شاه‌ماهی پشت‌آبی ارزش تجاری بالایی در بازار مصرف انسانی ندارد، اما به عنوان طعمه برای سایر ماهیان، و در صنعت تولید غذا برای دام و پرندگان، اهمیت دارد. همچنین، حضور آن در بوم‌سازگان‌های رودخانه‌ای نشانه‌ای از سلامت زیست‌محیطی است.

## ویژگی‌های ظاهری
شاه‌ماهی پشت‌آبی بدنی باریک، فشرده و نسبتاً کشیده دارد. طول بدن آن معمولاً بین ۲۵ تا ۳۰ سانتی‌متر است. پشت آن آبی تیره یا آبی فولادی است و پهلوها و شکم آن نقره‌ای براق است. چشم‌ها بزرگ و دارای پلک چرب هستند. تشخیص آن از گونهٔ بسیار مشابهش یعنی شاه‌ماهی رودخانه‌ای (Alosa pseudoharengus) گاهی دشوار است، اما شاه‌ماهی پشت‌آبی دارای رنگ‌دانه‌های تیره‌تر در پوشش‌های آبششی است و رنگ پشتش آبی‌تر است.

## زیستگاه و پراکنش
این گونه بومی سواحل شرقی آمریکای شمالی از کانادا تا فلوریدا است. بیشتر عمر خود را در اقیانوس اطلس می‌گذراند و در فصل بهار برای تخم‌ریزی وارد رودخانه‌های آب شیرین می‌شود. رودهای اصلی مانند سوسکهانا، هادسون و کانتیکت از مسیرهای مهاجرتی مهم آن هستند.

## رفتار و تغذیه
شاه‌ماهی پشت‌آبی به صورت گله‌ای زندگی می‌کند و بیشتر از فیتوپلانکتون‌ها، زئوپلانکتون‌ها و لاروهای بی‌مهرگان تغذیه می‌کند. این ماهی، نقش مهمی در زنجیرهٔ غذایی دریایی ایفا می‌کند و منبع غذایی برای ماهیان بزرگ‌تر، پرندگان دریایی و پستانداران است.

## وضعیت حفاظتی
در سال‌های اخیر جمعیت این ماهی به‌طور چشمگیری کاهش یافته که از دلایل آن می‌توان به موارد زیر اشاره کرد:
- ساخت سدها که مسیر مهاجرت آن را مسدود کرده‌اند.
- تخریب زیستگاه‌های تخم‌ریزی در رودخانه‌ها.
- صید بی‌رویه به‌ویژه برای تولید طعمه در ماهی‌گیری صنعتی.

برخی ایالت‌ها مانند ماساچوست و کنتیکت محدودیت‌هایی برای صید این گونه وضع کرده‌اند.